# خوفان (الحديدة)
خوفان هي إحدى قرى مديرية المنيرة، التابعة لمحافظة الحديدة اليمنية، بلغ تعداد سكانها 1692 نسمة حسب الإحصاء الذي أجري عام 2004.